# 휴일의 악당
《휴일의 악당》(일본어: 休日のわるものさん)은 모리카와 유가 지은 일본의 만화 작품이다. 낱권책은 스퀘어 에닉스에서 출간하고 있다. 한국어 번역은 학산문화사에서 나오고 있다.

## 개요
2017년부터 작가의 모리카와의 트위터, pixiv에서 발표되었다. 본작이 화제가 된 것을 계기로, 2018년 12월 15일부터 『간간 pixiv』에서 연재를 개시해. 2021년 1월 27일에 드라마 CD가 발매되었다. 2023년 2월 24일 애니메이션화 발표되었. 동년 3월 25일, 26일 개최의 「Anime Japan 2023」의 일활 부스에서, 본작의 애니메이션화를 기념한 스테이지를 개최했다. 텔레비전 애니메이션은 TV 도쿄 등에서 2024년 1월 8일부터 3월 25일까지 방영했다.

## 등장 인물

### 악의 조직
- 악당(성우: 아사누마 신타로)
- 루니(성우: 사이토 소마)
- 트리거(성우: 나카무라 유이치)

### 지구 방위대
- 여명(아카츠키) 레드(성우: 이시바시 히이로)
- 소우텐 블루(성우: 에구치 타쿠야)
- 새벽(시노노메) 핑크(성우: 카쿠마 아이)
- 소라(空)·무기(麦)/레이메이 그린(성우: 야마무라 히비쿠)
- 요이야미 블랙(성우: 우메하라 유이치로)

## 방영 목록
| 회차         | 제목                       | 방송 일자       |
| ------------ | -------------------------- | --------------- |
| 1화          | 우리에게도 힐링은 필요하다 | 2024년 1월 8일  |
| 2화          | 역시 지구는 방심할 수 없다 | 2024년 1월 15일 |
| 3화          | 겨울의 마물들              | 2024년 1월 22일 |
| 4화          | 봄이 오는 거리에서         | 2024년 1월 29일 |
| 5화          | 마법소녀는 고뇌한다        | 2024년 2월 5일  |
| 6화          | 여름에 바라는 것           | 2024년 2월 12일 |
| 7화          | 판다풀한 주말              | 2024년 2월 19일 |
| 8화          | 하얀 계절의 선물           | 2024년 2월 26일 |
| 9화          | 욕망의 행방                | 2024년 3월 4일  |
| 10화         | 정의의 사정                | 2024년 3월 11일 |
| 11화         | 꽃이 질 무렵에             | 2024년 3월 18일 |
| 마지막(12)화 | 이 별의 어딘가에서         | 2024년 3월 25일 |